# Schlacht bei Orléans (463)
In der Schlacht bei Orléans besiegte im Jahre 463 der römische Feldherr Aegidius, angeblich im Bündnis mit den Salfranken unter Childerich I., die Westgoten unter Frederich.

## Überlieferung
Möglicherweise handelt es sich um zwei verschiedene Schlachten, die in kurzem zeitlichen und räumlichen Abstand voneinander geschlagen wurden, da zwei Quellen, Hydatius von Aquae Flaviae und Marius von Avenches, nur von einem Kampf zwischen Aegidius und den Westgoten, zwei andere Quellen, nämlich die Chronica Gallica von 511 und Gregor von Tours, von einem Kampf zwischen Salfranken und Westgoten sprechen. Allerdings berichten sowohl Hydatius als auch die Chronica Gallica, dass Frederich, der Bruder Theoderichs II., hierbei ums Leben gekommen sei. Dass Childerich die Salfranken angeführt habe, wird nur bei Gregorius erwähnt. Edward James erwägt die Möglichkeit, letzteres könnte eine Hinzudichtung durch Gregor sein, und erklärt den Widerspruch Aegidius/Franken dadurch, dass Aegidius eine weitgehend aus Franken bestehende Armee angeführt habe.
Über Ort und Zeit der Kriegshandlung herrscht größere Einigkeit in den Quellen: Sowohl Hydatius und Marius von Avenches als auch die Chronica Gallica verlegen die Schlacht auf das Jahr 463. Marius von Avenches und Gregor von Tours lokalisieren die Schlacht „bei Orléans“, die Chronica Gallica lediglich „nahe der Loire“ (was mit Orléans in Einklang zu bringen wäre). Hydatius hingegen schreibt, Frederich habe sich in Aremorica gegen Aegidius erhoben und sei von diesem getötet worden, wobei unklar ist, wie weit sich im zeitgenössischen Verständnis die Landschaft Aremorica erstreckte und ob diese die Stadt Orléans einschloss oder nicht. Gregor von Tours hat sich bei seinen Schilderungen wiederum auf ein (heute verlorenes) Werk gestützt, die sogenannten Annalen von Angers.

## Vorgeschichte
Schon längere Zeit über hatten zwischen Westgoten und Franken Spannungen geherrscht. Hingegen pflegte der Frankenherrscher Childerich I. nach gängiger, aber nicht unumstrittener Lehrmeinung ein gutes Verhältnis zum römischen Feldherrn Aegidius. Allerdings beruht diese Annahme auf einer dünnen Quellengrundlage. In der neueren Forschung wird oft eher von einer wechselseitigen Konkurrenz ausgegangen.
Aegidius hatte sich, nachdem der weströmische Kaiser Majorian 461 auf Geheiß des obersten magister militum (Heermeisters) Ricimer ermordet und durch Libius Severus ersetzt worden war, als Oberbefehlshaber der römischen Armee in Gallien von Westrom losgesagt und in Nordgallien einen eigenen Herrschaftsbereich gegründet. Möglicherweise, dies ist zumindest Hydatius' Interpretation, handelte Frederich in Ricimers Auftrag, als er sich gegen Aegidius erhob. Ebenfalls laut Hydatius hatte der Nachfolger des Aegidius im Amt des obersten Heermeisters für Gallien, Agrippinus, den Westgoten die Stadt Narbonne kampflos übergeben, um sie zum Aufstand gegen Aegidius zu bestechen. Dem spätantiken Geschichtsschreiber Priskos zufolge hielt der Konflikt mit den Westgoten Aegidius von einer angedrohten Invasion in Italien ab.

## Folgen
Nach 463 sind keine Versuche der weströmischen Zentralregierung überliefert, die Kontrolle über Nordgallien wiederzuerlangen, was auch daran liegen kann, dass man in Ravenna schwererwiegende innen- und außenpolitische Probleme hatte als die separatistischen Bestrebungen eines abtrünnigen Heerführers. In jedem Falle befestigte Aegidius’ Sieg über die Goten dessen Macht und zementierte die Unabhängigkeit seines Reiches vom Kaiserhof. Ebenso stärkte der Sieg des Childerich dessen Stellung sowohl gegenüber seinen gotischen Rivalen als auch gegenüber der Regierung Roms.